# سلن اوزتورک
سلن اوزتورک (انگلیسی: Selen Öztürk؛ زادهٔ ۲۳ ژوئیهٔ ۱۹۸۰) بازیگر اهل ترکیه است. وی از سال ۱۹۹۴ میلادی تاکنون مشغول فعالیت بوده‌است.
از فیلم‌ها یا برنامه‌های تلویزیونی که وی در آن نقش داشته‌است می‌توان به حریم سلطان اشاره کرد.